# The Adventure of Black Peter

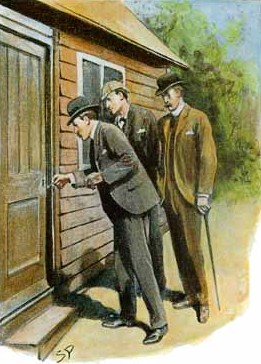
Ilustração do conto por Sidney Paget, na imagem estão representados, Sherlock Holmes, Staniey Hopkins, e Watson.

The Adventure of Black Peter(Pedro Negro ou Black Peter) é um conto de Arthur Conan Doyle protagonizado por Sherlock Holmes e Dr. Watson, foi publicado pela primeira vez na Collier’s Weekly, em Fevereiro de 1904, com ilustrações de Frederic Dorr Steele, e na Strand Magazine, em Março do mesmo ano, com ilustrações de Sidney Paget.

## Enredo

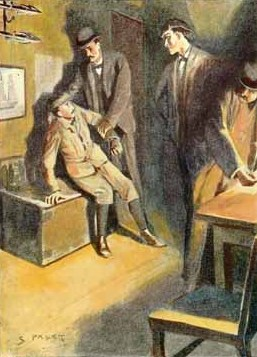
Sherlock Holmes desvenda o caso surpreendendo a Staniey Hopkins, o investigador de polícia.

O capitão Peter Carey, é um marinheiro, apelidado de Black Peter(Pedro Negro), não pela cor escura de sua pele, mas pelas manchas escuras de seu passado. Mas Peter é assassinado com um arpão de aço, que foi enfiado em suas costas atravessando o peito do marinheiro. O investigador da Scotland Yard, Staniey Hopkins, é encarregado de investigar o caso, mas requisita a experiência de Sherlock Holmes, para evitar uma mancha em sua carreira.